# گوردون پیرس
گوردون پیرس (انگلیسی: Gordon Pearce؛ زادهٔ ۱۰ ژانویهٔ ۱۹۳۴) بازیکن هاکی روی چمن اهل استرالیا است.